# Jump (Kris Kross)
Jump è un singolo del duo hip hop statunitense Kris Kross, pubblicato nel 1992 ed estratto dal loro primo album in studio Totally Krossed Out.
Il brano utilizza un campionamento di Funky Worm degli Ohio Players e di I Want You Back dei The Jackson 5.

## Tracce
- 7" Singolo/CD Singolo

1. Jump – 3:17
2. Lil' Boys in Da Hood – 3:04